# Petr Lisičan
Petr Lisičan (* 5. Juni 1962 in Polička; † 22. April 2012) war ein tschechoslowakischer Skilangläufer.

## Werdegang
Lisičan, der für den Dukla Liberec startete, wurde im Jahr 1981 tschechoslowakischer Juniorenmeister über 10 km und im Jahr 1982 tschechoslowakischer Juniorenmeister über 10 km und 15 km. Bei den Weltmeisterschaften 1985 in Ramsau am Dachstein belegte er den 45. Platz über 30 km, den 21. Rang über 15 km und den 15. Platz über 50 km. Zudem errang er dort zusammen mit Milan Blaško, Miloš Bečvář und Pavel Benc den achten Rang in der Staffel. Im Februar 1985 erreichte er in Witoscha mit dem achten Platz über 15 km seine beste Einzelplatzierung im Weltcup. Bei den Weltmeisterschaften 1987 in Oberstdorf kam er auf den 25. Platz über 15 km klassisch, auf den 22. Rang über 30 km klassisch und auf den vierten Platz mit der Staffel. Im selben Jahr wurde er tschechoslowakischer Meister mit der Staffel von Dukla Liberec. Im folgenden Jahr lief er bei den Olympischen Winterspielen in Calgary auf den 29. Platz über 30 km klassisch und auf den 23. Rang über 50 km Freistil. Seine letzten internationalen Rennen absolvierte er bei der Winter-Universiade 1989 in Witoscha. Dort gewann er jeweils die Silbermedaille über 15 km und mit der Staffel und die Goldmedaille über 30 km.